# Hermanas Aguirre Aristizabal
Mirentxu y Mikele Aguirre Aristizabal  (Pamplona, 2 de noviembre de 1936) son dos hermanas gemelas navarras defensoras de la memoria histórica en relación con las personas fusiladas y represaliadas en Navarra tras el golpe de Estado de 1936 en España.

## Biografía
Mirentxu y Mikele, son las hermanas pequeñas de cinco, naturales de Estella, pero nacidas en una clínica de Pamplona en 1936. Su madre, Elvira Aristizabal, era natural de Estella, y su padre, Fortunato Aguirre, natural de Arellano y alcalde de Estella, fue detenido y asesinado tras el golpe de Estado de 1936 dos meses antes de su nacimiento.
Vivieron en Estella, excepto dos años aproximadamente, en que residieron en Donostia con motivo del ambiente político existente durante la guerra.
Durante toda su vida han trabajado por recuperar la memoria de las personas que fueron fusiladas y represaliadas, y en la recuperación de sus restos mortales. Su madre fue quien les enseñó a mantener viva la memoria de su padre, recordándoles las vivencias que tuvieron juntos. Las hermanas, junto con su familia, recuperaron los restos de su padre en 1959 antes de que se trasladasen a Cuelgamuros y los enterraron en el panteón familiar de Estella.
Han participado activamente en la recuperación de la memoria histórica y en los actos de restitución y homenaje a las personas represaliadas en Navarra tras el golpe de Estado y forman parte como miembros activos, desde su creación en noviembre de 2002, a la Asociación de Familiares de Fusilados de Navarra-1936 (AFFNA-36), de la que Mirentxu fue presidenta durante ocho años, desde su fundación en 2002, hasta 2010. En 2012, sus testimonios se recogieron en el libro Unidos por la verdad, 1936-2012, de Gorka Moreno.

## Premios y reconocimientos
- 2018 Homenaje a las gemelas Mikele y Mirentxu Aguirre, por el colectivo Zaballa.[8]